# Клоустон, Артур
Артур Клоустон (англ. Arthur Edmond Clouston; 7 апреля 1908, Мотуэка, Тасман — 1 января 1984, Сент-Меррин, Юго-Западная Англия) — старший офицер Королевских ВВС, британский летчик-испытатель, участвовавший в нескольких воздушных гонках и рекордных полетах в 1930-х годах.

## Биография
Артур Клустон родился 7 апреля 1908 года в Мотуэке (Новая Зеландия) и был старшим из девяти детей горного инженера Роберта Эдмонда Клустона (1874—1961) и его жены Руби Александер Скотт (1886—1943). В подростковом возрасте Артур развил инженерные и практические навыки работы в деревне и основал бизнес по ремонту и перепродаже автомобилей. Его мечтой было стать морским капитаном, но он отказался от этого из-за неизлечимой морской болезни.
Он был вдохновлён развитием авиации, и особенно новаторскими полётами в Австралии и Новой Зеландии таких авиаторов, как Чарльз Кингсфорд-Смит и Чарльз Скотт в конце 1920-х годов. Он учился летать в аэроклубе Мальборо на аэродроме Омака недалеко от Бленема. В 1930 году, после неудачной попытки вступить в Королевские ВВС Новой Зеландии, он переехал в Великобританию.
В 1930 году после прибытия в Англию Клустон устроился на работу в Fairey Aviation Company в качестве работающего студента. В октябре того же года он устроился в подразделение RAF Spitalgate Королевского лётного корпуса. В апреле 1931 года он был назначен пилотом 25-й эскадрильи Королевских ВВС на авиабазе Хокинг, пилотировал истребители-бипланы Hawker Fury.
В апреле 1932 года он получил звание лётчика. Он был одним из тех, кто выполнил групповой высший пилотаж, включая петли, в группе из девяти самолётов на выставке Королевских ВВС в апреле 1934 года на аэродроме Хендон. В августе 1934 года он был отправлен в 24-ю эскадрилью Королевских ВВС в Хендоне. В октябре 1935 года он оставил военную службу, оставаясь запасным пилотом Добровольческого резерва Королевских ВВС.
В октябре 1935 года Клоустон принял предложенную должность гражданского лётчика-испытателя в Королевского аэродинамического исследовательского центра (RAE) в Фарнборо. Вскоре после того, как он начал управлять автожиром Cierva C.30, Рауль Хафнер пригласил его для проведения испытательных полётов автожира Hafner AR.III в свободное от работы время. Позже Клоустон демонстрировал этот автожир на многих авиационных шоу. События. Он проводил официальные лётные испытания различных самолётов, включая Parnall Parasol и Miles Falcon; исследования образования льда на аппаратах Airspeed Courier, Handley Page Heyford и Northrop Gamma. В январе 1938 года Клоустон был награждён Крестом ВВС Великобритании.
В октябре 1938 года вице-маршал авиации Артур Теддер попросил Клоустона провести испытательный полёт прототипа Westland Whirlwind вместо лётчиков-испытателей Westland Aircraft. Клоустона совершил свой первый полёт с аэродрома Йовил в Боскомб-Даун.
Работая в RAE, Клоустон в свободное время интересовался гражданской авиацией, воздушными гонками и установлением рекордов. 13 апреля 1936 года он продемонстрировал свой самолёт Aeronca C-3 на слёте самолётов Mignet HM.14 в Ашингдоне. Он испытал несколько таких аппаратов на аэродромах в Хестоне Грейвсенде. 11 июля 1936 года он пилотировал самолёт Miles Falcon в гонке King's Cup Race в Хэтфилде. 3 августа 1936 года он одолжил Mignet HM.14 и участвовал в первой международной гонке Flying Flea Challenge в аэропорту Рамсгейт, но сошёл с дистанции из-за поломки патрубка подачи топлива.
29 сентября 1936 года он вылетел из аэропорта Портсмута на своём самолёте Miles Hawk Major на старт гонки Африканской воздушной гонки Шлезингера в Йоханнесбург. Он был одним из девяти стартовавших, но приземлился в 200 милях от места назначения гонки и был последним из восьми участников, которые не смогли достичь Йоханнесбурга.
В июне 1937 года он узнал, что самолёт De Havilland DH.88 Comet, выигравшая гонку Макробертсона 1934 года, был продан на металлолом после того, как был повреждён во время испытаний Министерства авиации. Он убедил архитектора Фреда Таскера купить самолёт, а затем отремонтировал и модернизировал его. Он подал заявку на участие в авиагонке из Нью-Йорка в Париж запланированной на 1937 год, но США отказало ему в необходимых разрешениях на эту гонку.
Французское правительство реорганизовало гонку, чтобы маршрут прошёл от авиабазы Истр около Марселя через Дамаск до Парижа. Единственными надписями на самолёте Клоустона были регистрационный и гоночный номер «G-16», но её также назвали «Сирота», что показывало отсутствие спонсоров у пилота. 20 августа 1937 года в сопровождении капитана-лейтенанта Джорджа Нельсона в качестве второго пилота «Кометы» Клоустон вылетел с Истра как один из 13 участников. Остальные пилоты в значительной степени спонсировались европейскими правительствами. Клоустон прибыл в Ле-Бурже на четвёртой позиции, на несколько минут позади Savoia-Marchetti S.M.73 итальянского пилота Бруно Муссолини.
В 1937 году Клоустон побил рекорд по скорости перелёта из Англии в Кейптаун. Бетти Кирби-Грин была относительно новичком в полётах, с аппетитом к приключениям, и согласилась помочь Клоустону собрать деньги для попытки покорить рекорд Кейптауна, установленного Эми Джонсон в 1936 году. Фирма Burberry спонсировала полёт и предоставила лётную одежду. Самолёт Клоустона DH.88 впоследствии был переименован в «Burberry». 14 ноября 1937 года Клустон и Кирби-Грин вылетели с аэродрома Кройдон и 16 ноября достигли Кейптауна за рекордные 45 часов 2 минуты. Их обратный путь — 57 часов 23 минуты — также стал рекордным. DH.88 был впоследствии восстановлен и теперь хранится в коллекции Шаттлворта.
20 ноября они вернулись в Кройдон в густом тумане, побив несколько рекордов и пройдя около 14 690 миль менее чем за шесть дней. В результате Клоустон был награждён Призом Британии и Призом Сигрейва, а Бетти была награждена медалью Сигрейва.
4 декабря 1937 года Клустон женился на Элси Тёрнер, дочери инженера Сэмюэля Тёрнера из Фарнборо; впоследствии у них родились две дочери.
В декабре 1937 года корреспондент Daily Express Виктор Рикеттс предложил Клоустону попытаться побить рекорд перелёта из Англии в Австралию. Рикеттс организовал спонсорство со стороны Australian Consolidated Press. Для перелёта снова был нанят DH.88 Comet. Он был отремонтирован и оснащён пишущей машинкой для составления отчётов для прессы в полёте для отправки на стоянках. Самолёт был назван «Австралийский юбилей» в честь 150-летия начала британской колонизации Австралии.
6 февраля 1938 года Клоустон и Рикеттс вылетели с аэродрома Грейвсенд. Первой запланированной остановкой должен был стать Алеппо в Сирии, но сильные штормы вынудили Клоустона приземлиться на затопленном аэродроме в Адане в Турции. Его разрешения были отклонены турецкими властями, но на следующий день он заправился благодаря неофициальной помощи и взлетел с проезжей части при взлёте повредив шасси. Он прилетел на безымянный аэродром на Кипре, отказавшись от попытки установить рекорд. Финансист Алекс Хеншоу доставил на Кипр на самолёте Percival Vega Gull инженера Джека Кросса и необходимое оборудование. После ремонта самолёта Клоустон отправил его обратно в Грейвсенд в сопровождении Джека Кросса.
15 марта 1938 года Клоустон снова вылетел из Грейвсенда с Виктором Рикеттсом на DH.88 G-ACSS. Он пролетел через Каир, Басру, Аллахабад, Пинанг и Сингапур в Дарвин, но не смог побить рекорд 1934 года, установленный Чарльзом Скоттом и Томом Кэмпбеллом. Он прилетел в Сидней через Шарлевиль, не зная об установленном им рекорде перелёта Лондон — Сидней, пока не увидел огромные толпы, приветствующие его как рекордсмена. На следующий день, 20 марта 1938 года, он перелетел через Тасманово море на муниципальный аэродром Бленхейм (Омака) в Новой Зеландии, установив новые рекорды. Затем он вылетел обратно в Австралию и продолжил свой обратный рейс в Кройдон. За время перелёта на расстояние 26 тысяч миль он установил одиннадцать рекордов.
2 июля 1938 года он участвовал в Гонке на Кубок Короля на аэродроме Хэтфилд на самолёте British Aircraft Eagle, но не попал в тройку лучших.

### Вторая мировая война
1 октября 1939 года Клоустон вернулся в Королевские ВВС и служил лётчиком-испытателем в звании лётного лейтенанта и исполняющего обязанности командира эскадрильи в Фарнборо. В его деятельность входили испытательные полёты радиоуправляемых дронов-мишеней Airspeed Queen Wasp. В июне 1941 года он получил звание командира эскадрильи. Хотя подразделение использовало несколько высокоскоростных истребителей, было запрещено заряжать их оружие, но Клоустон преследовал вторгшиеся немецкие самолёты, не нанеся им никаких повреждений.
Участившиеся вторжения привели к появлению приказа вооружить истребители. Клоустон затем заявил, что во время одного из полётов на самолёте Supermarine Spitfire сбил Heinkel He 111 и Messerschmitt Bf.110. Он провёл множество лётных испытаний в экспериментах по освещению самолётов-мишеней в ночное время. В апреле 1941 года он был прикреплён к 219-й эскадрилье Королевских ВВС, где управлял истребителями «Bristol Beaufighter», чтобы отработать тактику ночных истребителей. Его отчёты в Министерство авиации привели к усовершенствованию пушек на истребителях и лучшему обучению операторов радаров.
12 мая 1941 года провёл испытания концепции воздушного прожектора Turbinlite, установленного на ночном истребителе Douglas A-20 Havoc. Эксперименты включали сброс катушек проволоки на парашютах, чтобы помешать работе самолётов-нарушителей. Клоустон провел ещё одно испытание, включавшее радиоуправление полноразмерной моторной лодкой с самолёта. Он также участвовал в испытаниях Leigh Light — воздушного прожектора, предназначенного для освещения подводных лодок и надводных судов, и испытал его на Vickers Wellington.
В марте 1943 года Клоустон был назначен командиром крыла и командовал 224-й эскадрильей Королевских ВВС сначала на авиабазе Бьюли, а затем с апреля 1943 года на базе Сейнт-Эвал. Эскадрилья в основном участвовала в противолодочных операциях в Бискайском заливе, эксплуатируя Consolidated B-24 Liberator с бортовым радаром и глубинными бомбами. Самолёты часто подвергались нападениям истребителей Люфтваффе. В октябре 1943 года Клоустон был награждён за свои действия Крестом за выдающиеся лётные заслуги, а в апреле 1944 года — орденом «За выдающиеся заслуги».
В феврале 1944 года его повысили до капитана и назначили командиром авиабазы Лангхэм, находившейся в стадии строительства. Там начала дислоцироваться 455-я, а затем 489-я эскадрилья Королевских ВВС, которые летали на истребителях «Бофайтер» и боролись с судами неприятеля в Северном море. В октябре 1944 года эскадрильи «Бофайтеров» были заменены на 521-ю эскадрилью с самолётами Lockheed Hudson и 524-ю эскадрилью с «Веллингтонами».

### Послевоенный период
В мае 1945 года Клоустон был назначен командиром немецкой взлетно-посадочной полосы B151, которая перестраивалась в штаб-квартиру BAFO (Британские воздушные силы оккупации). Затем ему предложили должность генерального директора гражданской авиации Новой Зеландии. Вместо того, чтобы освободить его от военной службы, его повысили до капитана группы и получил двухлетнюю должность в качестве командира военно-воздушной базы в Охаки.
В феврале 1950 года он был назначен командиром авиабазы Лиминг, затем в июле 1953 года — комендантом Имперской школы лётчиков-испытателей в Фарнборо. В октябре 1953 года он был назначен старшим офицером штаба ВВС прибрежного командования Королевских ВВС. В июле 1954 года он был назначен на должность коммодора авиации, а затем стал командиром авиации Сингапура. В 1957 году он стал кавалером Ордена Бани и получил последнее место службы в качестве коменданта экспериментального центра самолётов и вооружения в Боскомб-Даун.
7 апреля 1960 года Артур Клоустон удалился в Корнуолл, где и умер 1 января 1984 года.